# Leptogorgia cofrini
Leptogorgia cofrini är en korallart som beskrevs av Breedy och Rafael Guzmán 2005. Leptogorgia cofrini ingår i släktet Leptogorgia och familjen Gorgoniidae. Inga underarter finns listade i Catalogue of Life.